# Rhinella ceratophrys
Rhinella ceratophrys är en groddjursart som först beskrevs av George Albert Boulenger 1882.  Rhinella ceratophrys ingår i släktet Rhinella och familjen paddor. IUCN kategoriserar arten globalt som livskraftig. Inga underarter finns listade i Catalogue of Life.